# Новіни (Влоцлавський повіт)
Новіни (пол. Nowiny, нім. Derweiler) — село в Польщі, у гміні Ходеч Влоцлавського повіту Куявсько-Поморського воєводства.
Населення — 75 осіб (2011).
У 1975-1998 роках село належало до Влоцлавського воєводства.

## Демографія
Демографічна структура станом на 31 березня 2011 року:
|          | Загалом | Допрацездатний вік | Працездатний вік | Постпрацездатний вік |
| -------- | ------- | ------------------ | ---------------- | -------------------- |
| Чоловіки | 35      | 4                  | 27               | 4                    |
| Жінки    | 40      | 6                  | 26               | 8                    |
| Разом    | 75      | 10                 | 53               | 12                   |